# Raková, Čadca
Raková este o comună slovacă, aflată în districtul Čadca din regiunea Žilina. Localitatea se află la altitudinea de 430 m deasupra n.m., se întinde pe o suprafață de 41,52 km2 și în 2017 număra 5.507 locuitori.

## Istoric
Localitatea Raková este atestată documentar din 1658.

## Demografie
| An:                | 1994 | 2004   | 2014   | 2024   |
| ------------------ | ---- | ------ | ------ | ------ |
| Număr de persoane: | 4734 | 5120   | 5411   | 5603   |
| Diferență:         |      | +8,15% | +5,68% | +3,54% |

| An:                | 2023 | 2024   |
| ------------------ | ---- | ------ |
| Număr de persoane: | 5629 | 5603   |
| Diferență:         |      | −0,46% |